# Hongaarse parlementsverkiezingen 1990
Verkiezingen in Hongarije 1990. Op 25 maart en 8 april 1990 werden er voor het eerst sinds 1945 democratische (parlements)verkiezingen in Hongarije gehouden voor het Hongaars parlement. 
De eerste ronde van de parlementsverkiezingen vond op 25 maart 1990 plaats. De twee belangrijkste deelnemende partijen, het Hongaars Democratisch Forum (MDF) en de Alliantie van Vrije Democraten (SZDSZ) behaalden ongeveer evenveel stemmen. Bij de tweede verkiezingsronde leed de liberale SZDSZ een grote verkiezingsnederlaag en behaalde het christendemocratische/conservatieve MDF de grote overwinning. Het MDF behaalde 42% van de stemmen, goed voor 164 van de 286 verkiesbare zetels. De SzDSz behaalde 23% van de stemmen, goed voor 93 zetels. De sociaaldemocratische Hongaarse Socialistische Partij (voormalige communisten) behaalden slechts 33 zetels.
Overzicht
| MDF      | 164 |
| SZDSZ    | 93  |
| FKGP     | 44  |
| MSZP     | 33  |
| FIDESZ   | 22  |
| KDNP     | 21  |
| HAP      | 2   |
| Overigen | 8   |

Afk.: MDF= Hongaars Democratisch Forum - SZDSZ= Alliantie van Vrije Democraten - FKGP= Partij van Kleine Landbouwers - MSZP= Hongaarse Socialistische Partij - FIDESZ = Verbond van Jonge Democraten - KDNP= Christendemocratische Volkspartij - HAP= Hongaarse Alliantie van Boeren - Overigen= andere partijen/ kandidaten
Als gevolg van deze uitslag vormde József Antall van het MDF een coalitieregering waar naast zijn eigen MDF ook de FKgP en de KDNP deel van uitmaakten. In april 1990 koos het parlement Árpád Göncz van de SZDSZ tot voorlopig president en voorlopig parlementsvoorzitter. Op 3 augustus 1990 werd Göncz tot president gekozen.